# Davor Perkat
Davor Perkat (ur. 24 października 1966 roku) – słoweński piłkarz występujący na pozycji obrońcy.
W latach 1991–1996 Perkat był piłkarzem klubu NK Izola. W jego barwach wystąpił w 117 spotkaniach ligi słoweńskiej, strzelając 13 bramek. Zawodnik zagrał także w jednym spotkaniu reprezentacji Słowenii, w meczu towarzyskim rozegranym 3 czerwca 1992 roku w Tallinnie przeciwko Estonii, zremisowanym 1:1 (był to pierwszy mecz w historii reprezentacji Słowenii oraz pierwszy mecz reprezentacji Estonii po odzyskaniu przez ten kraj niepodległości). Piłkarz wystąpił w tym meczu w pierwszej połowie, w przerwie został zmieniony przez Amira Ružniča.